# Къща в мрака
„Къща в мрака“ (на английски: The Night House) е свръхестествен психологически филм на ужасите от 2020 г. на режисьора Дейвид Брукнер, а сценарият е на Бен Колинс и Люк Пьотровски. Във филма участват Ребека Хол, Сара Голдбърг, Евън Джонигкейт, Стейси Мартин и Вонди Къртис-Хол.
Премиерата му е във филмовия фестивал „Сънданс“ на 24 януари 2020 г. и излиза по кината в Съединените щати на 20 август 2021 г. от „Сърчлайт Пикчърс“. Филмът получава положителни отзиви с похвала за изпълнението на Хол, и е номиниран за няколко награди „Сатурн“, включително за най-добър филм на ужасите.